# USS Plunkett (DD-431)
L’USS Plunkett (DD-431) est un destroyer de classe Gleaves de l'United States Navy.
C'est le seul navire à avoir porté le nom de Charles Peshall Plunkett, amiral américain de la Première Guerre mondiale.

## Histoire
Le Plunkett opère d'abord dans l'Atlantique Ouest et dans la région du golfe du Mexique et des Caraïbes au sein de la patrouille de neutralité. Initialement dans cette dernière zone, il rejoint d'autres navires de la patrouille de neutralité au large de Tampico pour empêcher le départ de plusieurs paquebots allemands, puis navigue au large de la Martinique pour empêcher l'envoi de navires de guerre, d'équipement et d'or au gouvernement de Vichy. Il fait ensuite des missions de patrouille et de convoi dans l'Atlantique Nord et, le 7 décembre 1941, est en route de Reykjavik à Argentia.
Le Plunkett continue jusqu'à ce qu'il rejoigne la Task Force 39 (TF 39) le 20 mars 1942. Six jours plus tard, il quitte la côte est pour Scapa Flow et est arrivée aux Orcades le 4 avril pour commencer les opérations avec la British Home Fleet. Employé dans les patrouilles de la mer du Nord et l'escorte dans la région de Mourmansk, il est relevé par le Mayrant à la mi-mai et affecté à escorter le cuirassé New York de retour aux États-Unis. Il fait ensuite des escortes au large des États-Unis et dans les Caraïbes et en août, il retourne dans l'Atlantique Nord pour accompagner les convois à destination du Royaume-Uni. Le 2 novembre, il quitte New York pour sa première escorte en Afrique du Nord. Retardé en route pour laisser le temps de dégager une épave dans son port de destination, son groupe livre ses charges avec des troupes de renfort et leur équipement à Casablanca le 18. Puis, après avoir patrouillé au large des côtes marocaines, il retourne à New York et aux opérations locales au large du sud de la Nouvelle-Angleterre.
Un autre convoi transatlantique à destination de Casablanca précède les exercices de bombardement côtier dans la baie de Chesapeake, après quoi il escorte des convois côtiers jusqu'en mai 1943. Le 10, il part pour Oran avec la TF 60; et, entre la fin mai et juillet, il est employé à des missions de défense à la surface et anti-sous-marine et d'escorte de convoi dans les eaux nord-africaines.
Le 6 juillet, il quitte Mers-el-Kebir en tant qu'unité de la Western Task Force pour l'invasion alliée de la Sicile. Pendant l'invasion, il filtre les navires marchands et les mouilleurs de mines du Task Group 80.5 (TG 80.5), puis patrouille au large de Gela et couvre les opérations de pose de mines. Le 12 juillet, il quitte la zone d'assaut, revenant le 17 juillet à Scoglitti, et le 31 juillet, à Palerme, avec des convois. Au cours du mois d'août, il participe à de nombreux débarquements sur la côte sicilienne et, en septembre, rejoint le TG 81.6 pour contrôler les transports et les péniches de débarquement pour l'assaut à Salerne. Tôt le matin du 13 septembre, il aidé le navire-hôpital britannique HMHS Newfoundland qui fut bombardé et incendié. La lutte pour sauver le navire continue pendant plus de 36 heures, mais, dans la soirée du 14 septembre, le Plunkett, sur ordre, tire et coule le navire britannique.
Les convois Afrique du Nord-Naples, entrecoupés de missions d'assistance au feu, se poursuivent jusqu'au 21 janvier 1944, date à laquelle il escorte le groupe d'assaut de suivi jusqu'au cap d'Anzio. Il reste dans la zone pour surveiller les transports. Le 24 janvier, il est victime de l’une des nombreuses attaques aériennes qu’il avait précédemment aidées à chasser. La bombe tue 23 personnes, fait 28 disparus, avec autant de blessés et plus, et cause des dommages importants à son appareil de contrôle de tir, à son armement et à son moteur portuaire. Il se rend à Palerme. Des réparations temporaires lui permettent de rejoindre Casablanca et, enfin, New York, où les réparations sont achevées.
Le 5 mai 1944, il quitte New York pour les eaux européennes. Arrivé à Belfast le 14 mai, il reste jusqu'au 3 juin, puis s'embarque vers la Manche pour rejoindre l'armada préparant le débarquement de Normandie. Le 6 juin, il débarque des transports au large d'Omaha Beach. Les fonctions de soutien de l'attaque et de patrouille suivent jusqu'au 9 juin, date à laquelle il retourne en Angleterre. De retour sur la côte française quelques jours plus tard, il soutient le bombardement côtier lors du bombardement de Cherbourg dans la Task Force 129.
Le 13 juin, le Plunkett est impliqué dans un incident de  « tir ami » : il attaque le navire câblier britannique HMTS Monarch et son escorte canadienne, la corvette canadienne NCSM Trentonian, tuant deux marins du Monarch et blessant la plupart des personnes à la passerelle. Plus de trente marins sont blessés, y compris le capitaine du navire. Le Trentonian, bien que visé, n'est pas touché et secourt les survivants dans l'eau et soigne les blessés. Le Monarch est gravement endommagé et le câble est coupé et perdu, ce qui perturbe l'installation de câbles de communication vers la Normandie.
En juillet, le Plunkett retourne en Méditerranée pour se préparer à un autre débarquement et le 13 août, il quitte Naples pour soutenir le débarquement en Provence. Au cours de cette opération, il transporte des officiers en plus d'effectuer des tâches de contrôle. Il soutient les tirs et le bombardement côtier au large de Saint-Tropez, Port-de-Bouc et Marseille et continue ses fonctions, en particulier à la frontière italo-française, jusqu'au 23 novembre. Il part pour Oran, d'où il escorte un convoi aux États-Unis, arrivant à New York, le 16 janvier 1945.
Le Plunkett participe à des exercices d'entraînement, à des patrouilles et à des essais jusqu'au début mai, date à laquelle il reprend son travail d'escorte transatlantique. La guerre en Europe prend fin avant qu'il atteigne le Royaume-Uni, mais les hostilités dans le Pacifique font toujours rage. Le 27 mai, il retourne sur la côte est, subit d'importants changements et une formation de recyclage, et se met en route pour le Pacifique le 6 août. Il transite par le canal de Panama le 13 août et est en route pour San Diego le jour où la guerre prend fin. En septembre, il escorte les forces d'occupation des États-Unis au Japon, puis, en octobre et novembre, aide davantage de transports dans les Philippines. Plus tard en novembre, il navigue vers le nord-est jusqu'aux îles Aléoutiennes, où il opère jusqu'à ce qu'on lui ordonne de retourner sur la côte est pour être inactivé.
Le Plunkett est désarmé le 3 mai 1946 et amarré au Charleston Naval Shipyard dans l'United States Navy reserve fleets. Il reste jusqu'à sa réactivation et son transfert, en vertu des dispositions de prêt du programme d'assistance militaire à Taïwan, le 16 février 1959. Rebaptisée ROCS Nan Yang (DD-17), il sert dans la marine de la République de Chine jusqu'en 1975, date à laquelle il est rayé de la liste de la marine et mis au rebut.

## Distinctions
- Le Plunkett a reçu cinq Battle stars[1].